# Der Hauptdarsteller
Der Hauptdarsteller ist ein deutscher Spielfilm aus dem Jahre 1977 von Reinhard Hauff.

## Handlung
Der 15-jährige Bauernjunge Pepe lebt ein eintöniges Leben auf dem verkommenen Hof mitten auf dem Lande. Hier scheint die Zeit stillzustehen, nichts passiert. Die Langeweile geht schlagartig zu Ende, als eines Tages eine Filmcrew anrückt. Pepe wird der Hauptdarsteller einer Filmproduktion, die vor Ort gedreht wird. Er entkommt vorübergehend dem sozialen Elend, kann den Fängen seines primitiven und autoritären Vaters, eines Schweinezüchters, entfliehen. Pepe darf kurzzeitig in eine Welt eintauchen, die ihm so unendlich fremd ist und jeden Tag Spannung und Aufregung verheißt. Doch eines Tages ist Drehschluss, und Pepes Leben droht wieder in der altbekannten Eintönigkeit zu versinken. Doch Pepe will nicht zurück auf den Hof, will nicht mehr zum einsilbigen, tumben Vater, und so beginnt Pepe zu rebellieren.
Pepe erweist sich seinem Regisseur Max gegenüber, der ihm so etwas wie ein väterlicher Freund geworden ist, als überaus anhänglich; er will sich nicht damit abfinden, wieder in der Bedeutungslosigkeit zu verschwinden. Doch für Max ist Pepe lediglich der Hauptdarsteller seines letzten Filmes gewesen, und der Film ist abgeschlossen. Mehr emotionale Bindungen oder gar Verantwortung für seinen Schützling auf Zeit empfindet der Regisseur nicht. Als der Junge von Max nicht das erhoffte Feedback erhält und dieser ihm schmerzlich klarzumachen versucht, dass Pepes Leben nicht so weiter gehen wird, wie er es während der Drehwochen erlebt hat, begeht der Junge, auf der Suche nach Aufmerksamkeit und Verständnis für seine Notsituation, Verzweiflungstaten. Er stalkt Max regelrecht, klebt an ihm wie eine Klette, zerstört die Frontscheibe von dessen Auto, zerkratzt aus Frust andere PKW und betätigt sich als Brandstifter: Er legt während der Premiere „seines“ Films im Kino Feuer.

## Produktionsnotizen
Der Hauptdarsteller war Hauffs erster Kinospielfilm und wurde vom 15. Februar bis zum 28. März 1977 in München und Umgebung gedreht. Die Fertigstellung erfolgte am 30. Juni 1977. Uraufführung war am 28. Dezember 1977 im „Casino“ von Bernkastel-Kues. Der Massenstart in der Bundesrepublik verzögerte sich bis in den April 1978 hinein. Der Verleih erfolgte durch den Filmverlag der Autoren.
Die Bauten stammen aus der Hand von Winfried Hennig, Karl Baumgartner sorgte für die Spezialeffekte. Herbert Kerz hatte die Produktionsleitung. Alexander von Eschwege diente Hauff als Regieassistent. Hauffs Inszenierung erhielt das Filmprädikat „besonders wertvoll“.
Der Hauptdarsteller wird häufig als die Weiterentwicklung der Geschichte des Hauptdarstellers von Hauffs vorhergehender Inszenierung Paule Pauländer (1976) bezeichnet und besitzt daher biografische Züge. In einem Interview mit der Filmzeitschrift Cinema äußerte sich 1978 der Regisseur dazu. Auf die Frage, ob Der Hauptdarsteller eine Fortsetzung von Paule Pauländer sei, erwiderte Hauff:
„Nein. Der Hauptdarsteller ist ein völlig eigenständiger Film, der zwar auf Erinnerungen zurückgeht, die ich nach den Dreharbeiten von Paule Pauländer gemacht habe – eben mit dem Hauptdarsteller –, aber er geht eben auch auf Erfahrungen andere Filme zurück. Im wesentlichen auf die Erfahrung mit Laien und im Speziellen mit Jugendlichen.“
Im selben Interview äußerte sich Hauff dazu, wie man den 15-jährigen Hauptdarsteller Michael Schweiger gefunden habe. „Wir haben ihn nach monatelanger Suche in Schulen, Freizeitheimen und Jugendheimen aufgetrieben, „entdeckt“. Allerdings hat Michael sich aufgrund eines Zeitungsberichtes, der über unsere Arbeit veröffentlicht wurde, selbst gemeldet. (…) Er ist ein Junge, der unheimlich gut psychologische Situationen begreift und in der Lage ist, sie nachzuspielen.“

## Kritiken
„Ein sozialkritischer, kühl und nüchtern, weithin im Stil eines Dokumentarfilms angelegter Film, der die innere Entwicklung eines Menschen in widrigen Verhältnissen beschreibt und die Frage nach dem Recht der freien Persönlichkeitsentfaltung stellt.“

In einer eingehenden Analyse kritisierte Wolfram Schütte Hauffs Werk im Vergleich zu „Paule Pauländer“ deutlich. In seinem Essay „Endlich bei uns angekommen“ über die bundesrepublikanische Filmproduktion 1977/78 heißt es resümierend: „Deshalb ist PAULE PAULÄNDER, der Film, welcher den HAUPTDARSTELLER thematisch aus sich entwickelte, soviel stärker, weil in die Darstellung des Vaters und des Sohnes, weil in das soziale Ambiente soviel mehr Authentizität eingegangen ist als in die (Rollen-)Imitationen Vladim Glownas als Regisseur und Mario Adorfs als Vater. Was uns nämlich als „Glätte“ in der Ästhetik des HAUPTDARSTELLER entgegentritt, ist die reibungslose Dramaturgie eines Problemfilms, der um eben jene Irritationen vermindert ist, welche der „Originalton“ des Selbsterlebten der Erzählung beigegeben hätte.“
Die Frankfurter Rundschau nannte Hauffs Kinofilmdebüt „eine eindringliche Arbeit über die Verantwortung von Filmregisseuren, die mit jugendlichen Laien arbeiten.“
Der Spiegel schrieb anlässlich der Fernseherstausstrahlung in der ARD 1980: „In seinem ersten Kinofilm (1977) verarbeitet der Münchner Filmemacher Reinhard Hauff Erfahrungen, die er während der Dreharbeiten zu dem Fernsehspiel „Paule Pauländer“ machen musste: Der jugendliche Hauptdarsteller …, ein Bauernjunge, fühlte sich durch den Einbruch der Filmleute in seine dumpfe Welt aus seiner Existenz gerissen. Er entwickelte zu „seinem“ Regisseur nach den Dreharbeiten ein Vater-Sohn-Verhältnis, das den Jungen seiner Umwelt entfremdete und den Regisseur in moralische Zweifel über den Sinn seiner Arbeit trieb. „Der Hauptdarsteller“ … beginnt, wo „Paule Pauländer“ endete.“